# Reggie Jackson
Reginald "Reggie" Shon Jackson (Pordenone, 16 de abril de 1990) é um jogador norte-americano de basquete profissional que atualmente joga pelo Philadelphia 76ers da National Basketball Association (NBA).
Ele jogou três temporadas de basquete universitário pelo Boston College e foi selecionado pelo Oklahoma City Thunder como a 24ª escolha geral no draft da NBA de 2011. Jackson também jogou pelo Detroit Pistons e Los Angeles Clippers antes de se juntar ao Denver Nuggets, onde conquistou um título com a equipe em 2023. 

## Primeiros anos
Jackson nasceu em Pordenone, no nordeste da Itália, filho de pais americanos. O pai de Jackson, Saul, serviu na Base Aérea de Aviano. Os Jacksons mais tarde se mudaram para a Inglaterra antes de ir para os Estados Unidos quando Reggie tinha cinco anos. 
A família viveu em Dakota do Norte por um ano antes de se mudar para Geórgia e Flórida antes de se estabelecer em Colorado Springs, quando Jackson estava na sexta série.
Ele se formou na General William J. Palmer High School, em Colorado Springs, em 2008, e venceu o Prêmio de Jogador do Ano na temporada de 2007-08. 
Em abril de 2008, Jackson foi declarado oficialmente um cidadão americano.
Considerado um recruta de três estrelas pela Rivals.com, Jackson foi listado como o 29° melhor Ala-armador e o 115° melhor jogador do país em 2008.

## Carreira universitária

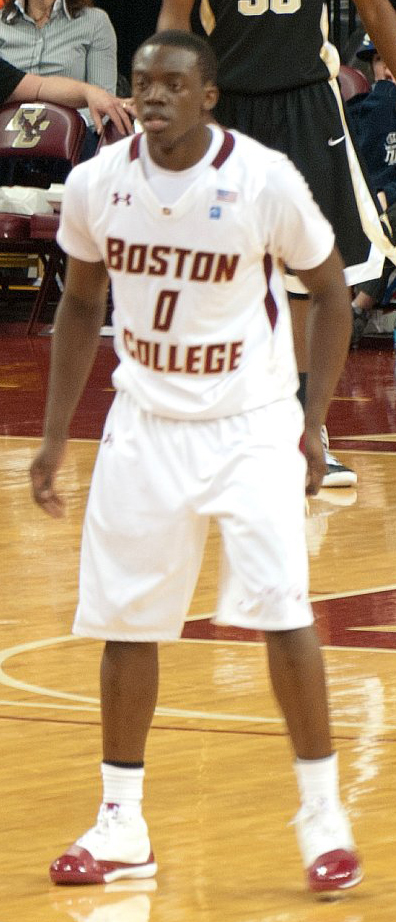
Jackson em Boston College

Jackson chegou ao Boston College e se juntou a uma equipe que já contava com estrelas como Tyrese Rice e Rakim Sanders. 
Na temporada de calouros de Jackson, a equipe foi para o Torneio da NCAA com Jackson sendo usado como uma arma explosiva vindo do banco. 
Em sua segunda temporada, Jackson assumiu um papel de titular após a saida de Rice, mas os Eagles não conseguiram voltar ao Torneio da NCAA. 
Em sua terceira temporada, em 2010-11, ele liderou os Eagles com média de 18,2 pontos e os levou ao National Invitation Tournament. Após essa temporada, ele se declarou para o draft da NBA de 2011.

## Carreira profissional

### Oklahoma City Thunder (2011–2015)

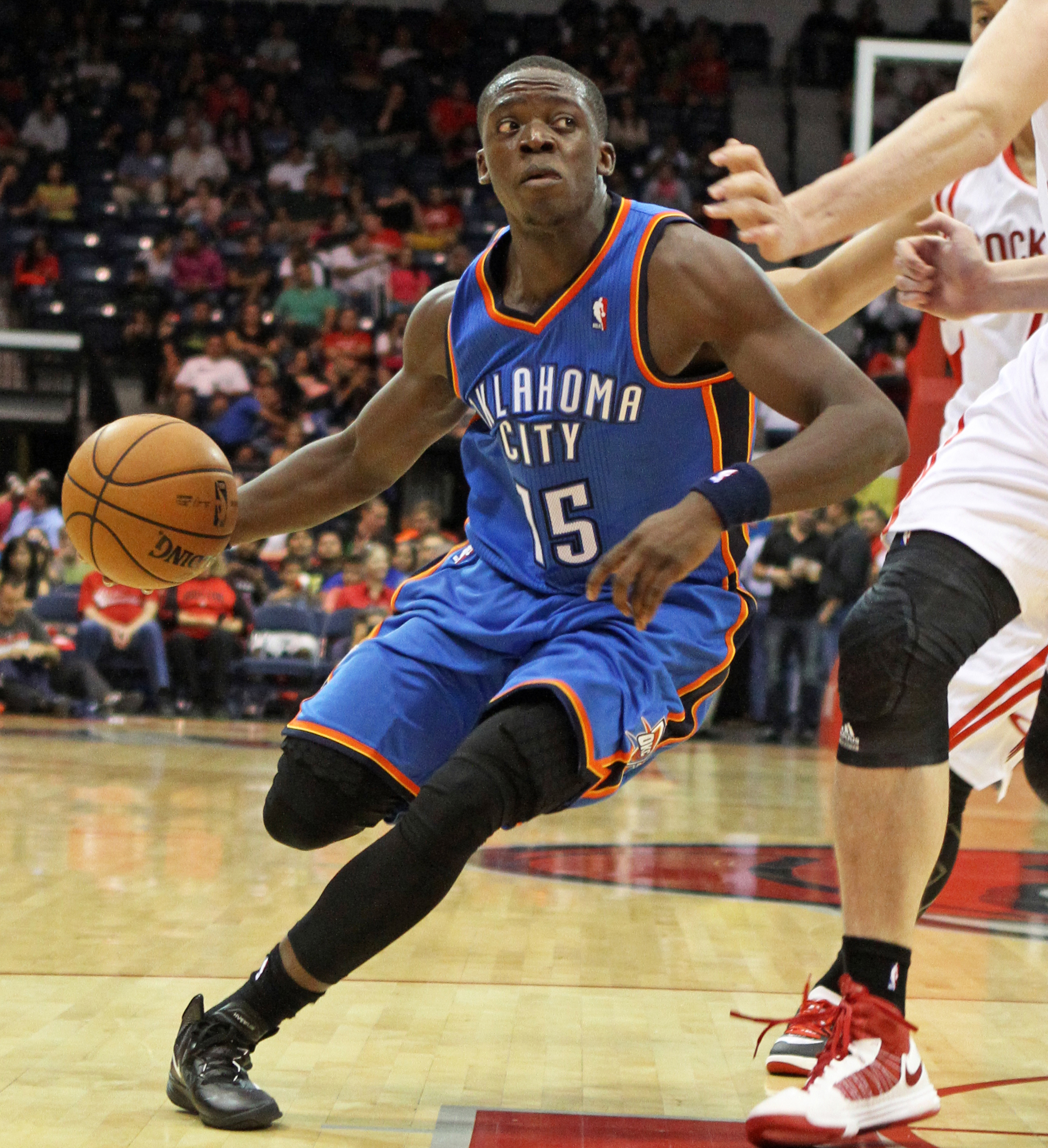
Jackson em um jogo como um membro do Thunder

Jackson foi selecionado pelo Oklahoma City Thunder como a 24ª escolha geral no draft da NBA de 2011. Ele teve uma ação limitada em sua primeira temporada com o OKC com média de 11,1 minutos em 45 jogos. Ele marcou mais de três pontos por jogo, mas teve uma porcentagem de acerto de arremesso de apenas 32%. Ele não jogou em nenhum dos 20 jogos de playoffs do Thunder em 2012.
Jackson jogou vários jogos com o Tulsa 66ers da D-League entre março e dezembro de 2012.
Em seu segundo ano, durante a temporada de 2012–13, os minutos e a produção de Jackson aumentaram constantemente. No Jogo 2 da primeira rodada dos playoffs contra o Houston Rockets, Russell Westbrook teve uma lesão no menisco e foi descartado pelo resto da temporada e Jackson foi promovido ao papel de titular. Em seu primeiro jogo como titular da carreira, ele registrou 14 pontos, 2 rebotes e 1 assistência, ajudando o Thunder a vencer o Jogo 3. Como titular durante os playoffs, Jackson teve médias de 15,3 pontos, 5,3 rebotes e 4,7 assistências.
Em 5 de janeiro de 2014, ele registrou 27 pontos em uma vitória por 119-96 contra o Boston Celtics.
Em 26 de abril de 2014, ele registrou 32 pontos e 9 rebotes contra o Memphis Grizzlies no Jogo 4 da primeira rodada dos playoffs de 2014, que o Thunder venceu por 92-89.

### Detroit Pistons (2015–2020)
Em 19 de fevereiro de 2015, Jackson foi negociado com o Detroit Pistons como parte de um acordo de três equipes que também envolvia o Utah Jazz. Três dias depois, ele estreou pelos Pistons e registrou 17 pontos, 5 rebotes e 5 assistências na vitória por 106-89 sobre o Washington Wizards.
Em 17 de março, ele registrou 23 pontos e 20 assistências em uma vitória por 105-95 sobre o Memphis Grizzlies. Em 27 de março, Jackson teve seu segundo triplo-duplo da carreira com 26 pontos, 11 rebotes e dez assistências na vitória por 111-97 sobre o Orlando Magic. Ele se tornou o primeiro armador dos Pistons a registrar vários triplos-duplos em uma temporada desde Isiah Thomas durante a temporada de 1986-87 e o primeiro jogador dos Pistons a fazer isso desde Grant Hill na temporada de 1997–98.
Em 20 de julho de 2015, os Pistons assinaram novamente com Jackson em um contrato de cinco anos e US$ 80 milhões.
Em 8 de novembro de 2015, ele anotou 40 pontos em uma vitória de 120-103 sobre o Portland Trail Blazers. Ele marcou 26 de seus 40 pontos no quarto quarto, empatando o recorde da franquia de Will Bynum de mais pontos em um quarto. Em 2 de dezembro, ele teve o melhor jogo da temporada com 34 pontos e 16 assistências na vitória de 127-122 sobre o Phoenix Suns. Posteriormente, ele foi nomeado o Jogador da Semana da Conferência Leste após ter médias de 27,0 pontos e 8,8 assistências, levando os Pistons a quatro vitórias consecutivas durante esse período. Em 20 de dezembro de 2015, Jackson foi nomeado o Jogador da Semana da Conferência Leste após ter médias de 29,3 pontos, 7,7 assistências e 6,3 rebotes. Ele se juntou a Andre Drummond como os únicos companheiros de equipe dos Pistons a ganhar o prêmio duas vezes na mesma temporada. 
Em 8 de abril de 2016, ele registrou 39 pontos e nove assistências para ajudar os Pistons a derrotar o Washington Wizards e conquistar um lugar na pós-temporada pela primeira vez desde 2009. Os Pistons terminaram a temporada regular como a oitava melhor campanha na Conferência Leste com um registro de 44-38. No entanto, eles foram derrotados na série da primeira rodada contra o Cleveland Cavaliers por 4-0.
Em 10 de outubro de 2016, Jackson recebeu injeções de plasma rico em plaquetas (PRP) para tratar uma tendinose do joelho esquerdo e uma entorse do ligamento colateral ulnar do polegar direito. Posteriormente, ele foi descartado por seis a oito semanas. Depois de perder os 21 primeiros jogos da temporada de 2016-17, ele estreou na temporada em 4 de dezembro, marcando 18 pontos em 23 minutos contra o Orlando Magic. Em 6 de março de 2017, ele marcou 24 de seus 26 pontos no segundo tempo da vitória por 109-95 sobre o Chicago Bulls.
Em 26 de dezembro de 2017, em um jogo contra o Indiana Pacers, Jackson sofreu uma entorse no tornozelo direito de Grau 3 e foi posteriormente descartado por seis a oito semanas. Ele voltou à ação em 20 de março de 2018, depois de perder 24 jogos. Ele marcou sete pontos em 15 minutos como titular em uma vitória de 115-88 sobre o Phoenix Suns.
Em 2 de fevereiro de 2019, Jackson marcou 29 pontos na derrota por 111-101 para o Los Angeles Clippers. Em 22 de fevereiro, ele marcou 32 pontos em uma vitória de 125-122 sobre o Atlanta Hawks.
Em 18 de fevereiro de 2020, Jackson foi dispensado pelos Pistons.

### Los Angeles Clippers (2020–2023)
Em 20 de fevereiro de 2020, Jackson assinou um contrato até o fim da temporada com o Los Angeles Clippers. Em 1º de dezembro de 2020, Jackson renovou seu contrato com os Clippers.
No Jogo 6 das finais da Conferência Oeste, Jackson marcou 27 pontos, mas o Clippers perdeu em seis jogos para o Phoenix Suns. Nessa pós-temporada, Jackson teve médias de 17,8 pontos, 3,2 rebotes e 3,4 assistências.
Em 11 de agosto de 2021, Jackson voltou a assinar com os Clippers em um contrato de dois anos e US$ 21.6 milhões. Em 23 de novembro de 2021, ele registrou 31 pontos e 10 rebotes na derrota contra o Dallas Mavericks. Em 11 de dezembro, Jackson marcou 25 pontos, incluindo a cesta que deu a vitória para os Clippers sobre o Orlando Magic por 106-104. Em 26 de fevereiro de 2022, ele teve 25 pontos e 8 rebotes, além de fazer a bandeja que deu a vitória para os Clippers sobre o Los Angeles Lakers por 111-110.
Em 29 de novembro de 2022, Jackson registrou 24 pontos, 12 assistências e 7 rebotes durante uma vitória por 118–112 sobre o Portland Trail Blazers.
Em 9 de fevereiro de 2023, Jackson e uma futura escolha de segunda rodada foram negociados com o Charlotte Hornets em troca de Mason Plumlee. Três dias depois, Jackson e os Hornets chegaram a um acordo para a sua dispensa.

### Denver Nuggets (2023–Presente)
Em 14 de fevereiro de 2023, Jackson assinou um contrato até o fim da temporada com o Denver Nuggets. Jackson conquistou seu primeiro título da NBA quando os Nuggets derrotaram o Miami Heat nas Finais da NBA de 2023.
Em 16 de julho de 2023, Jackson renovou seu contrato por 2 anos e US$10.2 milhões com os Nuggets.
Em 27 de novembro de 2023, Jackson marcou 35 pontos, recorde da temporada, com 79% de aproveitamento nos arremessos, além de 13 assistências, 5 rebotes e 2 roubos de bola, liderando uma equipe do Denver desfalcada para uma vitória por 113–104 fora de casa contra seu ex-time, o Los Angeles Clippers.
Em 6 de julho de 2024, Jackson foi trocado pelo Nuggets para o Charlotte Hornets em uma negociação envolvendo seis equipes, que também incluiu o Philadelphia 76ers, Golden State Warriors, Dallas Mavericks e Minnesota Timberwolves, sendo essa transação a primeira negociação de seis equipes na NBA. Em 23 de julho, ele foi dispensado pelos Hornets.

### Philadelphia 76ers (2024–Presente)
Em 30 de julho de 2024, Jackson assinou contrato de 1 anos e US$3.3 milhões com o Philadelphia 76ers.

## Estatísticas da carreira

### NBA

#### Temporada regular
| Ano      | Equipe        | PJ  | PT  | MPJ  | AP   | 3P   | LL   | RT  | AS  | BR  | TO | PPJ  |
| -------- | ------------- | --- | --- | ---- | ---- | ---- | ---- | --- | --- | --- | -- | ---- |
| 2011–12  | Oklahoma City | 45  | 0   | 11.1 | .321 | .210 | .862 | 1.2 | 1.6 | .6  | .0 | 3.1  |
| 2012–13  | Oklahoma City | 70  | 0   | 14.2 | .458 | .231 | .839 | 2.4 | 1.7 | .4  | .2 | 5.3  |
| 2013–14  | Oklahoma City | 80  | 36  | 28.5 | .440 | .339 | .893 | 3.9 | 4.1 | 1.1 | .1 | 13.1 |
| 2014–15  | Oklahoma City | 50  | 13  | 28.0 | .432 | .278 | .861 | 4.0 | 4.3 | .8  | .1 | 12.8 |
| 2014–15  | Detroit       | 27  | 27  | 32.2 | .436 | .337 | .796 | 4.7 | 9.2 | .8  | .1 | 17.6 |
| 2015–16  | Detroit       | 79  | 79  | 30.7 | .434 | .353 | .864 | 3.2 | 6.2 | .7  | .1 | 18.8 |
| 2016–17  | Detroit       | 52  | 50  | 27.4 | .420 | .359 | .868 | 2.2 | 5.2 | .7  | .1 | 14.5 |
| 2017–18  | Detroit       | 45  | 45  | 26.7 | .426 | .308 | .836 | 2.8 | 5.3 | .6  | .1 | 14.6 |
| 2018–19  | Detroit       | 82  | 82  | 27.9 | .421 | .369 | .864 | 2.6 | 4.2 | .7  | .1 | 15.4 |
| 2019–20  | Detroit       | 14  | 10  | 27.2 | .384 | .378 | .788 | 2.9 | 5.1 | .7  | .1 | 14.9 |
| 2019–20  | L.A. Clippers | 17  | 6   | 21.3 | .453 | .413 | .905 | 3.0 | 3.2 | .3  | .2 | 9.5  |
| 2020–21  | L.A. Clippers | 67  | 43  | 23.0 | .450 | .433 | .817 | 2.9 | 3.1 | .6  | .1 | 10.7 |
| 2021–22  | L.A. Clippers | 75  | 75  | 31.2 | .392 | .326 | .847 | 3.6 | 4.8 | .7  | .2 | 16.8 |
| 2022–23  | L.A. Clippers | 52  | 38  | 25.7 | .418 | .350 | .924 | 2.2 | 3.5 | .7  | .1 | 10.9 |
| 2022–23  | Nuggets †     | 16  | 2   | 19.9 | .383 | .279 | .833 | 1.8 | 3.1 | .6  | .1 | 7.9  |
| 2023–24  | Denver        | 82  | 23  | 22.2 | .431 | .359 | .806 | 1.9 | 3.8 | .5  | .2 | 10.2 |
| Carreira | Carreira      | 853 | 529 | 24.8 | .418 | .332 | .850 | 2.8 | 4.2 | .6  | .1 | 12.2 |

#### Playoffs
| Ano      | Equipe        | PJ | PT | MPJ  | AP   | 3P   | LL    | RT  | AS  | BR  | TO | PPJ  |
| -------- | ------------- | -- | -- | ---- | ---- | ---- | ----- | --- | --- | --- | -- | ---- |
| 2013     | Oklahoma City | 11 | 9  | 33.5 | .479 | .302 | .897  | 4.9 | 3.6 | .5  | .5 | 13.9 |
| 2014     | Oklahoma City | 19 | 4  | 27.9 | .466 | .396 | .886  | 3.8 | 2.4 | .3  | .2 | 11.1 |
| 2016     | Detroit       | 4  | 4  | 36.8 | .455 | .167 | 1.000 | 3.3 | 9.3 | 1.5 | .5 | 14.3 |
| 2019     | Detroit       | 4  | 4  | 27.0 | .431 | .429 | .857  | 3.3 | 7.0 | .8  | .0 | 17.8 |
| 2020     | L.A. Clippers | 12 | 1  | 14.2 | .438 | .531 | .000  | 1.8 | .9  | .2  | .1 | 4.9  |
| 2021     | L.A. Clippers | 19 | 17 | 32.7 | .484 | .408 | .878  | 3.2 | 3.4 | .9  | .2 | 17.8 |
| 2023     | Nuggets †     | 6  | 0  | 3.0  | .500 | .500 | —     | .3  | .3  | .2  | .0 | .5   |
| 2024     | Denver        | 12 | 0  | 9.8  | .333 | .348 | 1.000 | 1.3 | 1.0 | .2  | .1 | 3.5  |
| Carreira | Carreira      | 87 | 39 | 23.1 | .448 | .385 | .788  | 2.7 | 3.4 | .5  | .2 | 10.4 |

### Universitário
| Ano      | Equipe         | PJ | PT | MPJ  | AP   | 3P   | LL   | RT  | AS  | BR  | TO | PPJ  |
| -------- | -------------- | -- | -- | ---- | ---- | ---- | ---- | --- | --- | --- | -- | ---- |
| 2008–09  | Boston College | 34 | 0  | 20.0 | .440 | .273 | .685 | 3.3 | 1.7 | .8  | .4 | 7.0  |
| 2009–10  | Boston College | 31 | 20 | 30.1 | .430 | .291 | .733 | 5.7 | 4.5 | .6  | .5 | 12.9 |
| 2010–11  | Boston College | 34 | 32 | 34.1 | .503 | .420 | .796 | 4.3 | 4.5 | 1.1 | .5 | 18.2 |
| Carreira | Carreira       | 99 | 52 | 28.0 | .457 | .328 | .738 | 4.4 | 3.5 | .8  | .4 | 12.6 |

Fonte:

## Prêmios e Homenagens
NBA
- Campeão da NBA: 2023